# Землетрясение в Калабрии (1905)
Землетрясение в Калабрии 1905 года — землетрясение, произошедшее в Калабрии в ночь на 7-8 июня 1905 года в 1:43 часа. Магнитуда землетрясения составила 7.06, а интенсивность от 10 до 11 баллов по шкале Меркалли. Всего от катастрофы погибло от 558 до 2500 человек.
Точное нахождение эпицентра неизвестно, однако учёными выдвигаются три основные гипотезы: 38°20′ с. ш. 16°10′ в. д. у Пиццо, 38°67′ с. ш. и 16°07′ в.д" и 38°63′ с. ш. и 15°47′ в.д.

## Землетрясение
Калабрия находится в зоне Сикуло-Калабрийского разлома, известного своей сильной сейсмической активностью. В этом регионе происходили крупные землетрясения в 1659, 1693, 1705, 1905 и 1907 годах. Землетрясение 1905 года ощущалось на очень большой территории, включая даже западную Албанию. Главному толчку предшествовали два форшока в 23:00 и 0:40 соответственно. В 1:43 минут произошёл главный толчок, магнитуда которого составила от 6,7 M e до 7,41 M w, после него последовало два афтершока. В течение трёх месяцев после землетрясения было зафиксировано ещё 100 повторных толчков. Землетрясение вызвало небольшое цунами, затопившее берега залива Святой Евфимии и вдоль других побережий Сицилии, вода поднялась от 8 до 30 м.

## Последствия
Землетрясение нанесло значительный урон всей Калабрии, опустошив и уничтожив многие здания. Последствием землетрясения стали оползни, трещины, сдвиги почв и потопы. В результате катастрофы очень сильно пострадали города Козенца и Реджо-ди-Калабрия. Более 14000 домов пострадали, Аелло-Калабро был полностью разрушен оползнем.